# 紧那罗

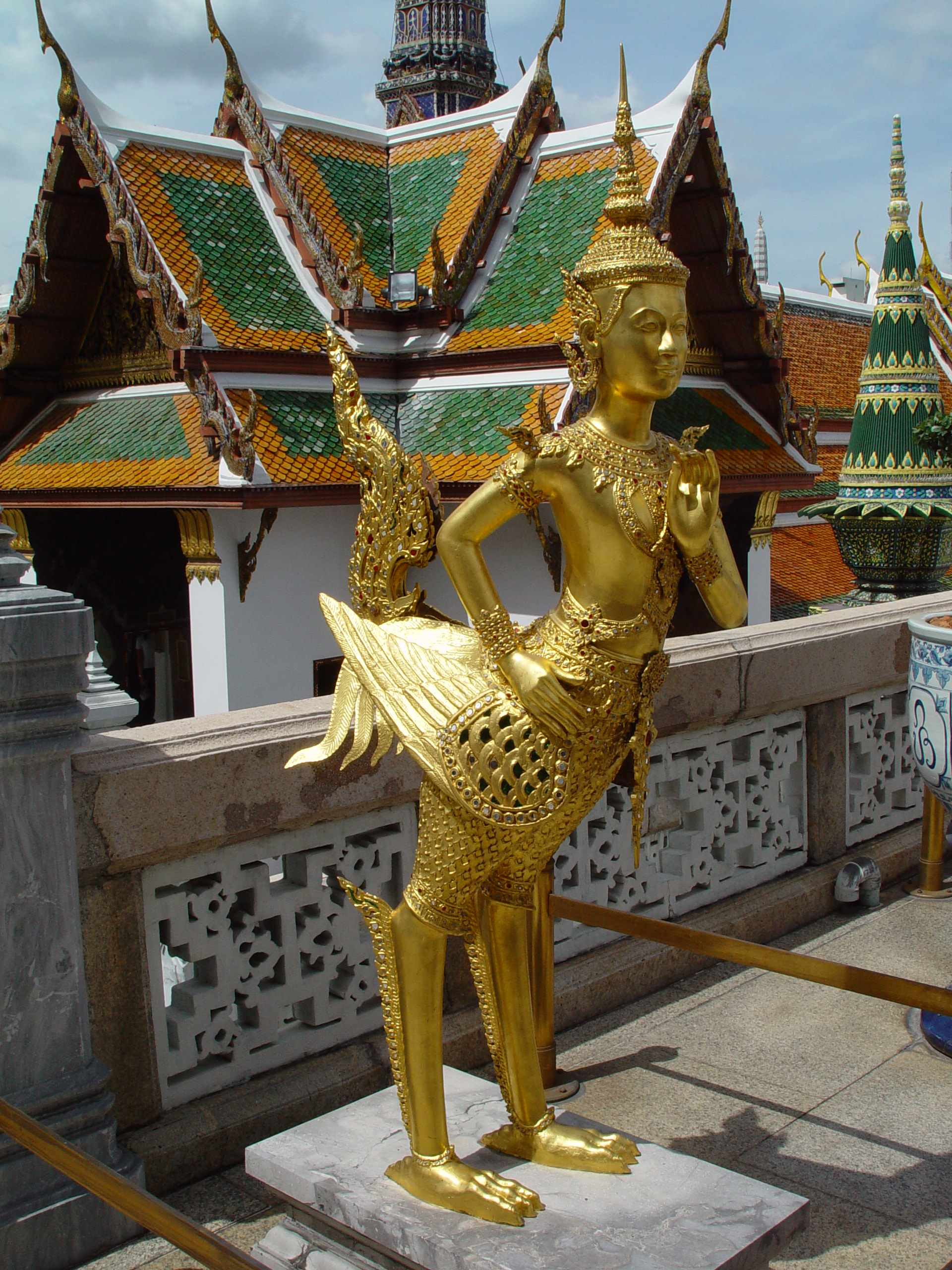
位於曼谷的緊那羅像

紧那罗，音译还作紧捺洛、紧拏罗、紧担路、紧捺罗、金娜里、甄陀罗、真陀罗等，漢譯又做人非人、疑神、音乐天、歌神、歌乐神，印度神话中的一种小神，形象為半人半鳥，是天神的歌者和乐工。佛教也吸收了此神，作为天龍八部護法神之一。禪宗叢林將他當作灶神奉祀，尊稱為「監齋使者」，以祭灶節加以祭祀。

## 印度教
关于紧那罗的来源，一说他们从大梵天的脚趾中生出，另一说认为他们是生主迦叶波的孩子。紧那罗的形象通常表现为半人半马；或者人头马身，或者马头人身，額上常有獨角。男性紧那罗擅長音樂，女性緊那利美麗動人擅長舞蹈。他们住在吉罗娑山上俱毗罗的乐园里，是俱毗罗的伴神。

## 佛教
緊那羅爲天龍八部護法之一，又称“紧那罗天”，被歸屬於畜生道。紧那罗爲半人半马之神，似人而有角，故得名“人非人”或“疑神”，其梵语名字的词根kiṃ-义爲有疑问的，谓疑似人而非人。不过“人非人”这个称号也可用于天龙八部所有部众，因祂们都是非人而变作人形来听法、护法。。被尊為二十四天之一。
投生到紧那罗身的因緣，是曾信奉佛法，劝人發菩提心，但後來自己卻又轉信邪論、行邪行而得的果報。
《法华经》说有四大紧那罗王，如妙法緊那羅、法緊那羅王、大树紧那罗王等。關於大树紧那罗王，有《大树紧那罗王所问经》。

### 歌乐神
紧那罗和乾闥婆都是音乐神，前者演唱和舞蹈，後者演奏。故紧那罗也被称为“乐神”、“歌神”、“执法乐神”（爲帝释天主演唱法乐）。在藏傳密宗中，紧那罗爲俱毗罗之眷属阿阇梨所传的曼荼罗图位中，位居北方第三，在外金刚部北方。另外，观世音菩萨曾化身为紧那罗天，爲观世音菩萨三十二应中的“紧那罗应”。

### 漢傳佛教的“灶神”傳說
宋朝時即有監齋使者信仰，不過尊奉緊那羅王為監齋使者是後世之事。依据《河南府志》记载，元代至正初年，少林寺有一位负责厨房杂务的行者，蓬头、裸背、赤足，常手持烧木棍，勤劳尽责而少人熟識。到了至正十年（1350年），刘福通等率紅巾军围攻少林寺，危急关头時，这位负责行者却手提燃烧的木棍，化成身高数十丈的紧那罗王站在山峰上，紅巾軍见此异象落荒而逃，少林寺从而幸免于难。戰後寺僧知是紧那罗王显灵，遂建紧那罗殿、在香積廚中供奉緊那羅王，尊其為伽藍神、棍術之神。其後佛寺也往往祭祀供養，尊稱為監齋使者、監齋菩薩、大聖紧那罗王菩薩等，以祭灶節農曆臘月廿三為神誕，又被視同中國民間信仰和道教的灶神。

## 形象
紧那罗在印度教和佛教中的形象，通常为半人半马，人面而长角。在东南亚的印度化国家，紧那罗则通常表现为半人半鸟。
在佛教造像中，紧那罗身上还会带着乐器鼓。

## 资料来源
- 《宗教词典》，上海辞书出版社，ISBN 978-7-5326-2840-7
- 《世界神话辞典》，辽宁人民出版社，ISBN 7-205-00960-X